# Hibbertia rupicola
Hibbertia rupicola är en tvåhjärtbladig växtart som först beskrevs av Spencer Le Marchant Moore, och fick sitt nu gällande namn av Charles Austin Gardner. Hibbertia rupicola ingår i släktet Hibbertia och familjen Dilleniaceae. Inga underarter finns listade i Catalogue of Life.